# فرنکستون (تگزاس)
فرنکستون، تگزاس(به انگلیسی: Frankston, Texas) شهرکی در ایالت تگزاس از ایالات جنوبی ایالات متحده آمریکا است. در سرشماری سال ۲۰۰۰، جمعیت این شهر ۱۲۰۹ نفر اعلام شد.